# Contea di Temora
La contea di Temora è una Local Government Area che si trova nel Nuovo Galles del Sud. Essa si estende su una superficie di 2.802 chilometri quadrati e ha una popolazione di 6.216 abitanti. La sede del consiglio si trova a Temora.